# Моти (остров)
Мотир — это вулканический остров к западу от острова Хальмахера, в Индонезии. Остров 5 км в ширину, окружен коралловыми рифами. У северного и западного подножий лавовые потоки базальтов. Вершина вулкана усечена и содержит кратер на юго-западной стороне.
Остров входит в район (кечаматан — индон. kecamatan) Моти в пределах муниципалитета (кота — kota) Тернате.